# Kallviktjärnen, Norrbotten
Kallviktjärnen är en sjö i Kalix kommun i Norrbotten och ingår i Kalixälvens huvudavrinningsområde. Kallviktjärnen ligger i Torne och Kalix älvsystem Natura 2000-område.